# Internaționala Federațiilor Anarhiste
Internaționala Federațiilor Anarhiste (IFA) este o organizație politică inernațională ce reunește mișcarile anarhiste din lume. A fost creată la Congresul de la Carrara (Italia) în anul 1968.